# Concret (parfumerie)
Concretul  este un produs solid aromatic obținut din flori, care rămâne după evaporarea solvenților volatili (eter de petrol) prin metode de extracție. Conține circa 50% substanțe mirositoare, pe lângă rășini, ceruri, substanțe colorante etc. Se folosește în parfumerie, fie ca atare, fie ca produs intermediar.
Sinonime: esență concretă, ulei concret.